# 九頭龍川
九頭龍川（日语：／ Kuzuryūgawa */?）是流經福井縣嶺北地方的九頭龍川水系之主流，指定為一級河川。

## 地理
發源自福井縣大野市和岐阜縣縣境的油坂峠付近，經九頭龍水庫，和石徹白川合流。在大野盆地･勝山盆地往西北流之後，在福井平原和日野川合流往北，在坂井市注入日本海。

## 流域自治體
本流
- 福井縣 - 大野市、勝山市、吉田郡永平寺町、福井市、坂井市

## 九頭龍川水系主要河川
- 石徹白川
- 真名川－雲川
- 瀧波川
- 永平寺川
- 日野川－足羽川
- 竹田川

## 關連項目
- 九頭龍川之戰

## 外部連結
- 九頭竜川 - 国土交通省水管理・国土保全局
- 九頭竜川流域誌 - 国土交通省近畿地方整備局福井河川国道事務所